# Momento perfetto (Ghemon)
Momento perfetto è un singolo del rapper italiano Ghemon, pubblicato il 3 marzo 2021 come unico estratto dal sesto album in studio E vissero feriti e contenti.

## Descrizione
Il brano è stato eseguito per la prima volta dal vivo in occasione della partecipazione dell'artista al Festival di Sanremo 2021, classificandosi 21º.

## Video musicale
Il video, diretto da Matilde Composta, è stato pubblicato contestualmente all'uscita del singolo attraverso il canale YouTube di Ghemon.

## Tracce
Testi di Giovanni Luca Picariello, musiche di Giovanni Luca Picariello, Simone Privitera, Daniele Raciti e Giuseppe Seccia.
1. Momento perfetto – 3:11

## Formazione
Musicisti
- Ghemon – voce, cori
- Simone "Simonsays" Privitera – batteria, programmazione, cori
- Giuseppe "Lokibeatz" Seccia – tastiera, cori
- Daniele Raciti – chitarra
- Philip Lassiter – arrangiamento fiati e trombe
- Sam Greenfield – sassofono
- Ilaria Cingari – cori
- Murialdo Fanesi

Produzione
- Ghemon – produzione esecutiva
- Simone "Simonsays" Privitera – produzione esecutiva, produzione, missaggio
- Roberto Romano – mastering

## Classifiche
| Classifica (2021) | Posizione massima |
| ----------------- | ----------------- |
| Italia            | 27                |